# Correios da Guiné-Bissau
Correios da Guiné-Bissau (CGB) es la empresa postal estatal de Guinea-Bisáu. La compañía fue fundada en 1974 después de la independencia del país como sucesora de la CTT portuguesa (colonial) y conocida hasta 1989 como «Correios e Telecomunicações da Guiné-Bissau», fecha en que los servicios telefónicos fueron separados y otorgados a una nueva empresa conocida como Companhia de Telecomunicações da Guiné-Bissau (Guiné Telecom).

## Historia
Correios da Guiné-Bissau emplea a unas 200 personas en algunas sucursales en el país. Tiene su sede en la capital, Bisáu, en la oficina de correos principal ubicada en el centro. Al igual que en otros países africanos, no hay entrega a domicilio por parte de la oficina de correos y los clientes tienen que alquilar sus propios buzones. En 2015 había unos 1500 buzones en el país, de los cuales, sin embargo, solo se usaban alrededor del 75 por ciento. En 2015, la compañía planeaba ofrecer sus propios servicios financieros además de los servicios postales; para este propósito, se requería fundar un banco postal separado.
Al igual que otras empresas estatales en el país, CGB sufre de una falta crónica de dinero. En marzo de 2017, los 200 empleados se declararon en huelga porque no habían recibido un salario durante más de siete años. Ya en 2013 los empleados se habían declarado en huelga y en ese momento no se habían pagado salarios durante cuatro años. Además, el servicio postal depende en gran medida de la aerolínea portuguesa TAP, ya que el correo internacional es transportado exclusivamente por esta aerolínea. Durante la suspensión de los vuelos de TAP en 2013-2014, el país estuvo temporalmente aislado del mundo por correo; solo ocasionalmente Air Senegal y Royal Air Maroc enviaron cartas y envíos.
La empresa es miembro de la Unión Postal Universal (UPU) desde el 30 de mayo de 1974, y miembro de la Associação Internacional das Communicações de Expressão Portuguesa (AICEP).